# Eduardo Ojeda Disselkoen
Eduardo Manuel Ojeda Disselkoen "León"  (Santiago de Chile, 1943 - idem., 1973) fue un estudiante chileno egresado de Ingeniería Mecánica de la Universidad Técnica del Estado (UTE), militante del Movimiento de Izquierda Revolucionaria (Chile) y miembro del GAP que fue asesinado por carabineros en Industrias Indumet el 11 de septiembre de 1973.

## Querella Judicial
Una querella judicial en contra de quienes resulten responsables de la muerte de Eduardo Ojeda Disselkoen, ocurrida el 11 de septiembre de 1973 interpuesta por su hija, la antropóloga chilena Begoña Ojeda, aún espera resolución. Aún no existe ningún procesado por el asesinato.

## Ocupación de Industrias Indumet
El 11 de septiembre de 1973 junto a Miguel Enríquez, Tito Sotomayor, Andrés Pascal Allende y el Coño Villavela, en medio del golpe de Estado perpetrado por los militares contra el presidente Salvador Allende deciden apoyar la resistencia en la ocupación de Industrias Indumet; ocupación que también es apoyada por un grupo de militantes del Partido Socialista.
Acorralados por  Carabineros de Chile desde aire y tierra, los militantes miristas entienden que deben abandonar Indumet por los muros del fondo. En la retirada relata Andrés Pascal Allende  "Es entonces cuando nos damos cuenta de que alguien nos falta; y ese alguien, es León, de quien, entendemos, es probable que se haya confundido entre los socialistas escapados después de nosotros, pero es posible también que León esté prisionero o peor aún, que lo hayan muerto."
Tiempo después se supo que Eduardo Ojeda fue herido de bala en una pierna en su retirada junto a un grupo de militantes socialistas y llevados dentro de Indumet. Allí es torturado y asesinado por las fuerzas represivas. Días más tarde, su cuerpo es entregado a sus familiares.

## Testimonio sobre la ejección de un herido en indumet
Santiago de Chile, 11 de setiembre de 1973
Me encontraba en Chile desde fines de junio de 1973. Vivía en un apartamento de las torres de San Borja, creo que la nº 18, con una compañera chilena, Isabel, cuyo apellido no recuerdo.
El 11 de setiembre de 1973, aproximadamente a las seis y media de la mañana, nos avisaron por teléfono que la Marina se había alzado en Valparaíso y que el golpe de Estado estaba en marcha. Isabel se dirigió con Rodrigo, su hijo de pocos meses, a la embajada cubana; yo esperé que aclarara y me dirigí a pie hacia la fábrica Indumet. Días antes me habían dicho que en caso de golpe de Estado esta fábrica sería ocupada por los trabajadores y que allí se reunirían compañeros chilenos del Partido Socialista y el MIR.
Llegué a Indumet aproximadamente a las 10 de la mañana. Cientos de personas se encontraban en el establecimiento y otras llegaron después. Entre ellas vi a Miguel Enríquez, Arnoldo Camu y Rolando Calderón. Había gran cantidad de armamento: fusiles, metralletas, bazookas. Se habían erigido parapetos de bolsas de arena. No recuerdo con precisión a qué hora comenzó el tiroteo, pero creo que fue luego que pudiéramos escuchar, en una radio a transistor, el último discurso de Allende transmitido por radio Magallanes.
En cierto momento comenzaron a disparar desde afuera. Había llegado un vehículo con carabineros que se dispuso en la calle, frente a la entrada principal. Un trecho de terreno separaba el galpón de la fábrica del portón de ingreso al predio.
Al poco rato llegaron refuerzos de carabineros y el tiroteo se hizo más intenso. Desde la fábrica se respondía. A las 12.30 o las 13, si mal no recuerdo, me dijeron que los integrantes del aparato armado del PS y del MIR que se encontraban allí iban a intentar salir, romper el cerco, enviar refuerzos que atacaran desde afuera y dirigirse a rescatar a Allende. Mientras tanto, nosotros seguiríamos resistiendo para impedir el ingreso de los carabineros.
Aproximadamente cien personas se fueron entonces por la parte de atrás, entre ellos los dirigentes citados. Dentro de la fábrica quedamos, junto a los obreros, otros dos extranjeros (estadounidenses o europeos) y unas cinco mujeres. Al salir la columna, se escucharon ráfagas de ametralladora y muchísimos disparos. Poco después acompañaron de regreso a un herido, León, quien recibió algunas curas por parte de las compañeras que tenían conocimientos de sanidad.
Por largo tiempo continuó la resistencia. Desde la fábrica respondíamos al fuego y por lo que me dijeron en aquel momento, entre los carabineros hubo muertos y heridos. También entre nosotros hubo heridos. En cierto momento vi que en el lugar donde se les curaba había unas cinco personas.
El tiroteo arreció, los disparos provenían de muchas direcciones. Más tarde comenzó un ataque fortísimo que se prolongó largo rato. Los disparos y explosiones eran intensos y se sucedían sin tregua. Nos lanzaban granadas explosivas, ametrallaban desde el aire con helicópteros -así me pareció por el ruido de los motores y porque los disparos entraban por la parte superior del galpón- y desde adentro se respondía desde varias posiciones.
Cuando ya se nos acababan las municiones, pude advertir por una de las ventanas a mi izquierda una tanqueta que se desplazaba hacia donde yo estaba (frente a un ingreso lateral, detrás de unas bolsas de arena). Se detuvo, giró el cañón y disparó abriendo un boquete e ingresando con su parte delantera a la fábrica. Simultáneamente cesó el fuego y oí que nos rendíamos: alguien salió con una bandera blanca.
Siguiendo a los demás salí del galpón con las manos detrás de la nuca, según nos ordenaron. Afuera nos esperaba un doble cordón de carabineros con los fusiles empuñados como garrotes, al pasar nos golpeaban brutalmente con las culatas. Gritaban e insultaban frenética y desaforadamente. Marché unos metros en medio de los golpes hacia la parte cercana a la salida, donde ya había gente reunida.
En la mitad del trayecto me detuvieron junto a los que venían inmediatamente delante y detrás de mí y nos empujaron hacia la derecha. Porque el doble cordón de carabineros comenzó a ensañarse con uno de los heridos que venía detrás, a quien obligaban a avanzar reptando, apoyándose sobre los codos, puesto que no podía caminar. Arrastraba su pierna herida, completamente rígida y avanzaba lentamente. Lo golpeaban, especialmente en la pierna y lo insultaban, gritándole que se apurara. Alguien lo increpaba burlándose de sus dificultades.
El terreno era desparejo y pedregoso, con surcos profundos, huellas de vehículos y algo de pasto. El herido avanzaba con mucha dificultad, en silencio, respirando con fatiga. En cierto momento levantó la cabeza y miró a uno de sus verdugos, que le preguntaba algo, girando la cara hacia donde yo estaba, con el cuerpo apoyado en los codos y el torso más erguido. Creo que murmuró algunas palabras, quizás su nombre. Tenía el ceño fruncido por el dolor pero no se quejaba. Avanzó algo más e instantes después se detuvo, como para respirar y recuperar fuerzas; advertí que sentía un dolor intenso. Oí que gritaban "¡Mátalo ya!". Dispararon y quedó exánime. Los carabineros se amontonaron a su alrededor, vociferando insultos y pateándolo.
Recuerdo vívidamente sus rasgos: blanco, de 25-30 años, cabellos y ojos castaños, facciones muy regulares, cara redonda, gruesos bigotes, delgado pero de complexión fuerte, estatura mediana. Vestía un gabán de color marrón, que le llegaba bastante más abajo de la cintura.

Confrontando este recuerdo con las fotografías que Begoña Ojeda me mostró recientemente de su padre Eduardo Manuel Ojeda, tengo la casi absoluta certeza de que se trata de la misma persona."
Clara Aldrighi

## Entrega de título póstumo
El viernes 6 de septiembre de 2013, en solemne ceremonia, La Universidad de Santiago de Chile concedió por gracia y en forma póstuma y simbólica, los títulos universitarios profesionales, a 38 estudiantes detenidos desaparecidos o ejecutados políticos durante la dictadura militar.
La lista de estudiantes que recibieron sus títulos en forma póstuma, está compuesta por Rafael Araneda Yévenes, Jorge Aravena Mardones, Jaime Buzzio Lorca, Ricardo Campos Cáceres, Claudio Contreras Hernández, Renzo Contreras Jorquera, Juan Elías Cortés Alruiz, Manuel Cortéz Joo, Alfonso Díaz Briones, Antonio Elizondo Ormaechea, Óscar Fuentes Fernández, Luis González Mella, Francisco González Ortiz, Patricio Guarategua Quinteros, René Lucero Muñoz, Zacarías Machuca Muñoz, Rafael Madrid Gálvez, Juan Bosco Maino Canales, Adolfo Mancilla Ramírez, Agustín Martínez Meza, Mario Martínez Rodríguez, Gregorio Mimiça Argote, Eugenio Montti Cordero, Leopoldo Muñoz Andrade, Ramón Núñez Espinoza, Eduardo Ojeda Disselkoen, Fernando Olivares Mori, Pedro Oyarzún Zamorano, Michelle Peña Herreros, José Peña Maltés, José Manuel Ramírez Rosales, Enrique Reyes Manríquez, Hugo Ríos Videla, Ricardo Rioseco Montoya, Carlos Santibáñez Romero, Carlos Terán de la Jara, Jaime Vásquez Sáenz y Francisco Viera Ovalle.

## Reconocimiento
En el año 2023 por carta dirigida al alcalde de la municipalidad de San Joaquín, la ONG "Casa de Miguel" solicitó el cambio de nombre de la calle Nueva Macul, donde se ubicaba la industria INDUMET, por el de Eduardo Ojeda con motivo de los 50 años de su asesinato.

## Documentos
- Archivo Centro de Estudios Miguel Enríquez
- Golpe 11 de septiembre de 1973 - Ascanio Cavallo
- Historia del MIR